# Lascotonus poggii
Lascotonus poggii es una especie de coleóptero de la familia Zopheridae.

## Distribución geográfica
Habita en Indonesia.